# Лучинкино
Лучинкино — село в Тугулымском городском округе Свердловской области, России.

## Географическое положение
Село Лучинкино муниципального образования «Тугулымского городского округа» расположено в 7 километрах к востоку от посёлка Тугулым (по автотрассе в 11 километрах), в нижнем течении реки Айба (левого притока реки Пышма). В окрестности, в 2 километрах от села, проходит Сибирский тракт.

## История
В 1672 году село было основано тюменским крестьянином Кириллом Лучининым (Лучинкиным).

## Население
| 2002 | 2010 | 2021 |
| ---- | ---- | ---- |
| 28   | ↗35  | ↘33  |